# Sypilus boeroi
Sypilus boeroi là một loài bọ cánh cứng trong họ Cerambycidae.